# Mlado jezero
 Ovo je glavno značenje pojma Mlado jezero. Za vikend naselje u blizini ovog jezera pogledajte Mlado jezero (Kakanj, BiH).
Akumulacijsko jezero Mlado jezero se nalazi oko 7 kilometara od grada Kakanj (BiH). Nastalo je nakon klizanja tla u području naselja Ribnica i preusmjeravanjem korita rijeke Ribnica. Područje je u prethodnim desetljećima bilo atraktivno mjesto za odmor sa sadržajima za mogućnost ribolova, kampovanja i plivanja.

## Vanjske poveznice
- Kakanj dobio novo jezero: Aktiviranjem klizišta zatvoreno korito rijeke Ribnice, bh-index.com